# Application-specific instruction-set processor
Ein application-specific instruction-set processor (ASIP, zu deutsch etwa: Prozessor mit anwendungsspezifischem Befehlssatz) ist ein Prozessor, dessen Befehlssatz für eine Klasse von Anwendungen optimiert wurde.
Unter dem Begriff Anwendung oder Applikation versteht man dabei einen bestimmten Algorithmus, beispielsweise eine schnelle Fouriertransformation oder einen Sortieralgorithmus. Der Zweck eines ASIPs besteht darin, eine Klasse von Algorithmen mit ähnlichen Anforderungen effizient mit einer digitalen Schaltung zu realisieren. Darüber hinaus ist ein ASIP aufgrund seiner Programmierbarkeit flexibel für Änderungen an den Algorithmen.
Je nach Zielvorgabe möchte man beim Entwurf des ASIPs die benötigte Siliziumfläche, den Energieverbrauch oder die Rechengeschwindigkeit optimieren. Für viele Anwendungen erreicht man mit einem ASIP um ein bis zwei Größenordnungen bessere Ergebnisse für jeden dieser Parameter als mit einem Standardprozessor (zum Beispiel ARM oder PowerPC) oder einem Standard-DSP (Digitaler Signalprozessor). Dies wird erreicht, indem die Hardwarearchitektur des ASIPs und seine Software gemeinsam optimiert werden.

## ASIP-Entwurf
Beim Entwurf werden zunächst die in der Anwendung verwendeten Gruppen von elementaren Rechenoperationen (wie Additionen, Subtraktionen, logische Operationen) und der Datenfluss analysiert. Zur Veranschaulichung kann dazu ein Datenflussdiagramm dienen. Anhand der Häufigkeit einzelner Gruppen von Operationen können dann optimierte Instruktionen definiert werden.